# Miguel Ángel Lamata
Miguel Ángel Lamata (Zaragoza, 1967) es un guionista español de cine y televisión y director de cine y de teatro.

## Biografía
Se formó en la escena independiente de cortometrajistas. Dirigió varios cortometrajes que mostraban un mundo personal: metaficción, humor, serie b y cultura pop. Trabajó en varias televisiones locales de Zaragoza, en programas de estilo desenfadado y humorístico. Posteriormente se trasladó a Madrid, donde trabajó con Pepe Navarro. En 2004 dirigió su primer largometraje, Una de zombis, producida por Santiago Segura. Apareció en la serie ¿Qué fue de Jorge Sanz? haciendo de sí mismo. Su trabajo más conocido es la dirección y el guion de Tensión sexual no resuelta (2010), producida por Santiago Segura.
En 2015 dirige y produce Nuestros Amantes. Y en 2019 dirige para el CDN la obra teatral “Firmado Lejárraga” de Vanessa Montfort

Es primo de Fernando Echevarría, locutor de radio que actualmente realiza el programa 'La Noche del Grupo Risa', en la Cadena COPE, y participa en otros programas de la emisora.

## Filmografía
- Una de zombis (largometraje; guion y dirección) (2004)[1]
- Isi & Disi, alto voltaje (largometraje; interpretado por Santiago Segura y Florentino Fernández) (2006)
- Tensión sexual no resuelta (2010)
- Nuestros amantes (2016)
- Los Futbolísimos (2018)

## Teatro
- En 2019 dirigió la obra Firmado Lejárraga con texto de Vanessa Monfort, en el que se reivindicaba la figura de María Lejárraga.[2]